# Parador Pellegrini
Parador Pellegrini es una estación ferroviaria ubicada en la intersección de la Calle Pascual Segura y Pellegrini en la Ciudad de Mendoza, Departamento Capital, Provincia de Mendoza, República Argentina.

## Historia
fue Reinaugurada el 28 de febrero de 2012 junto con el resto de las estaciones de la línea. Es una estación intermedia del servicio que une Estación Gutiérrez y Estación Mendoza.

## Imágenes

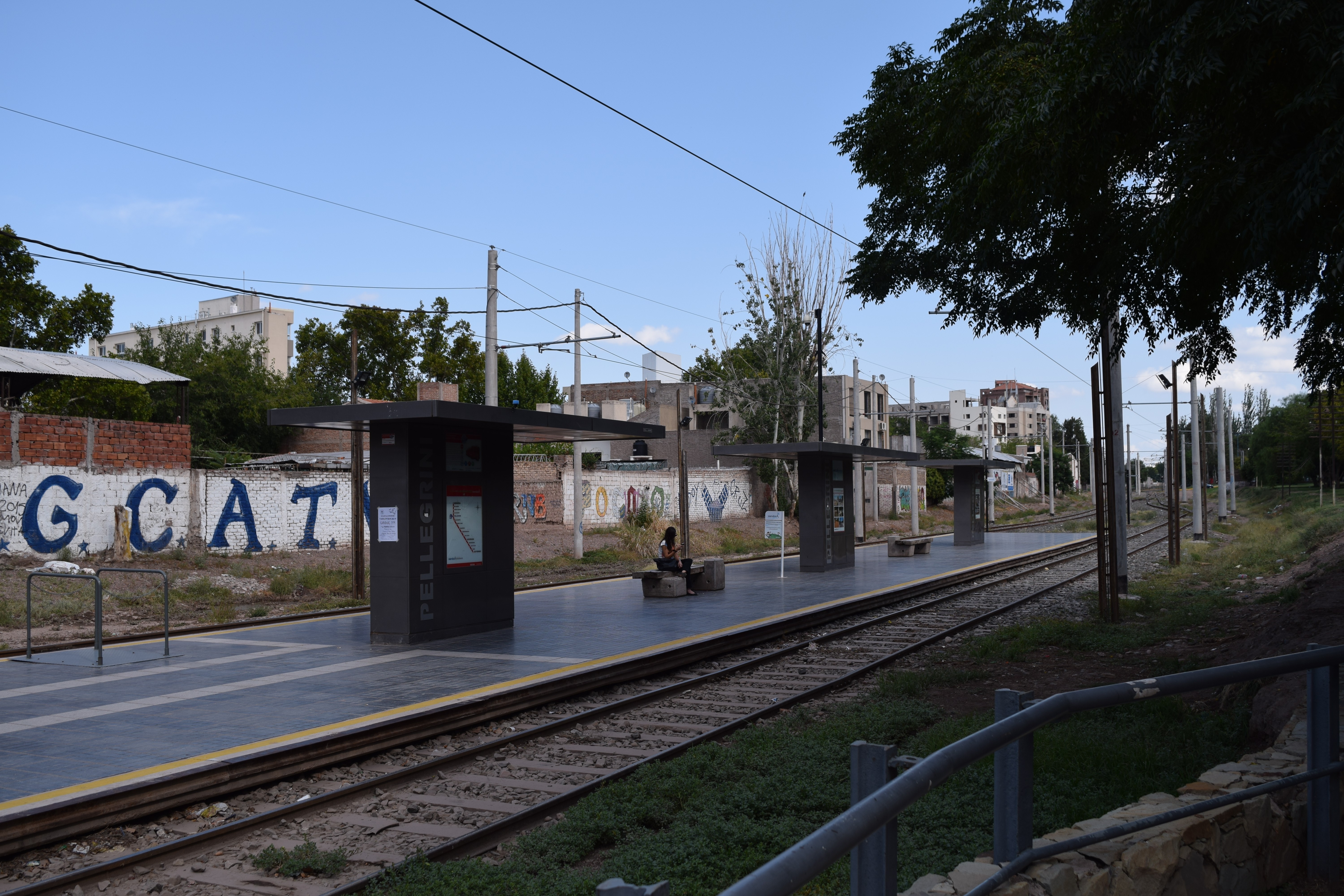
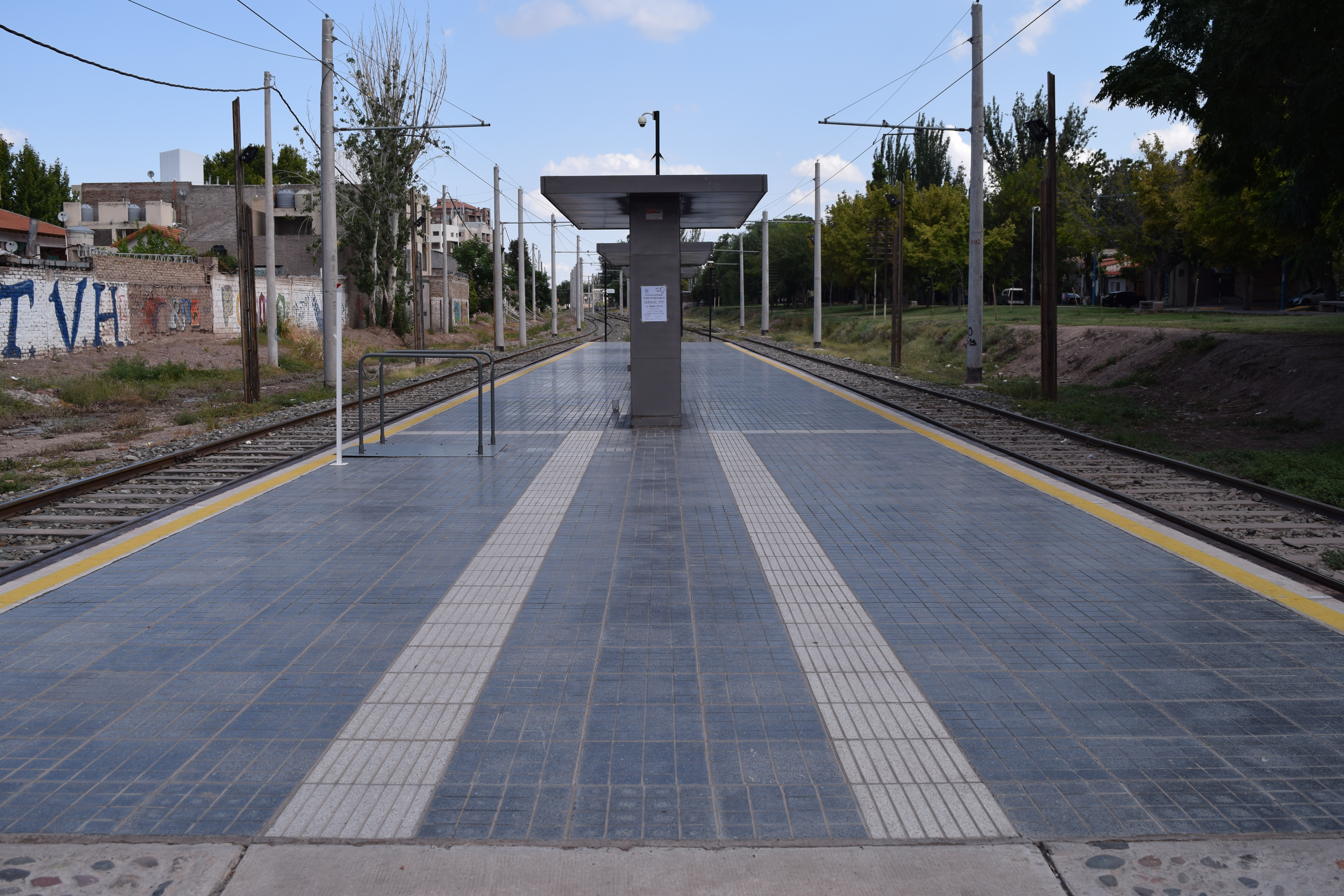
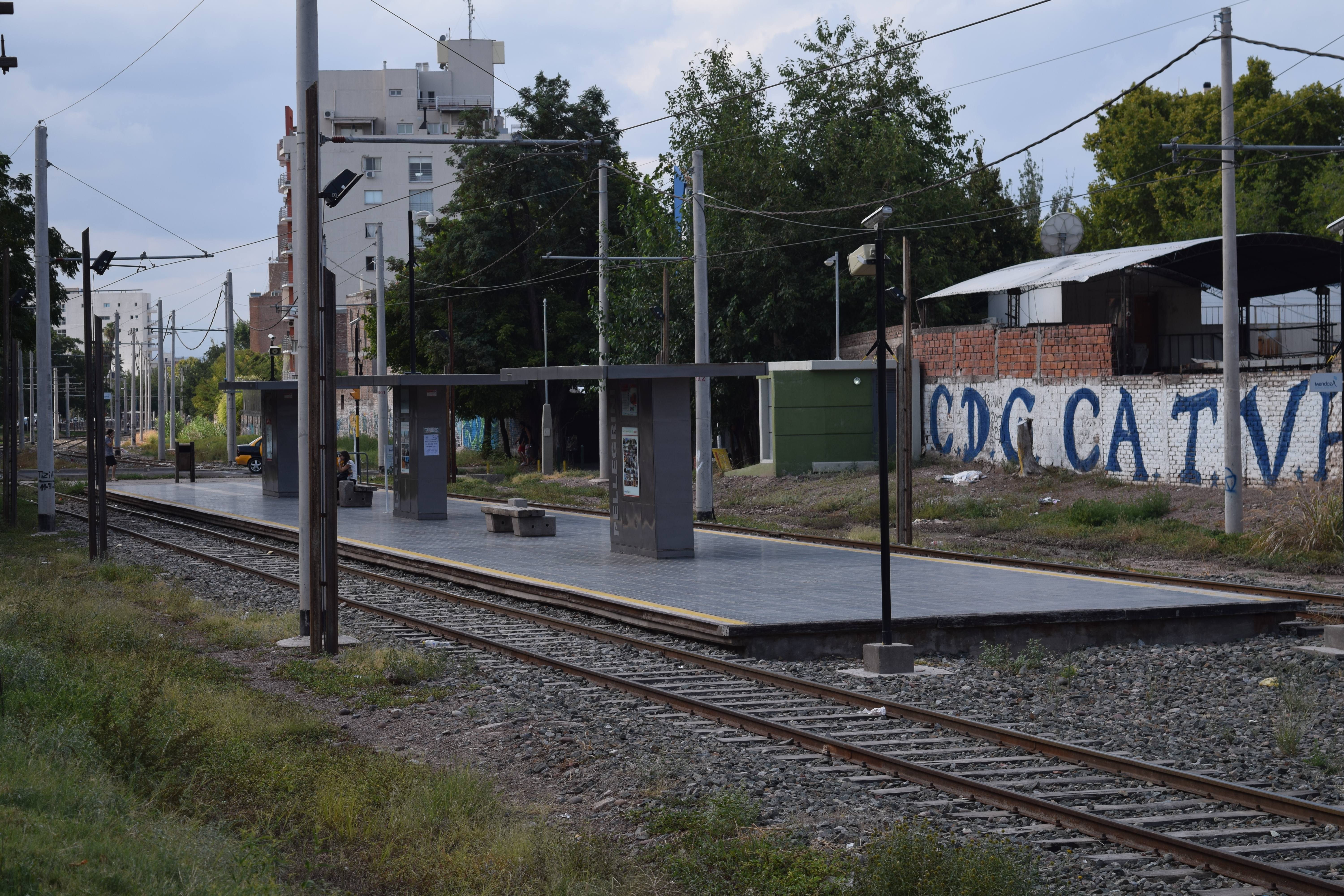